# Bajtkowo

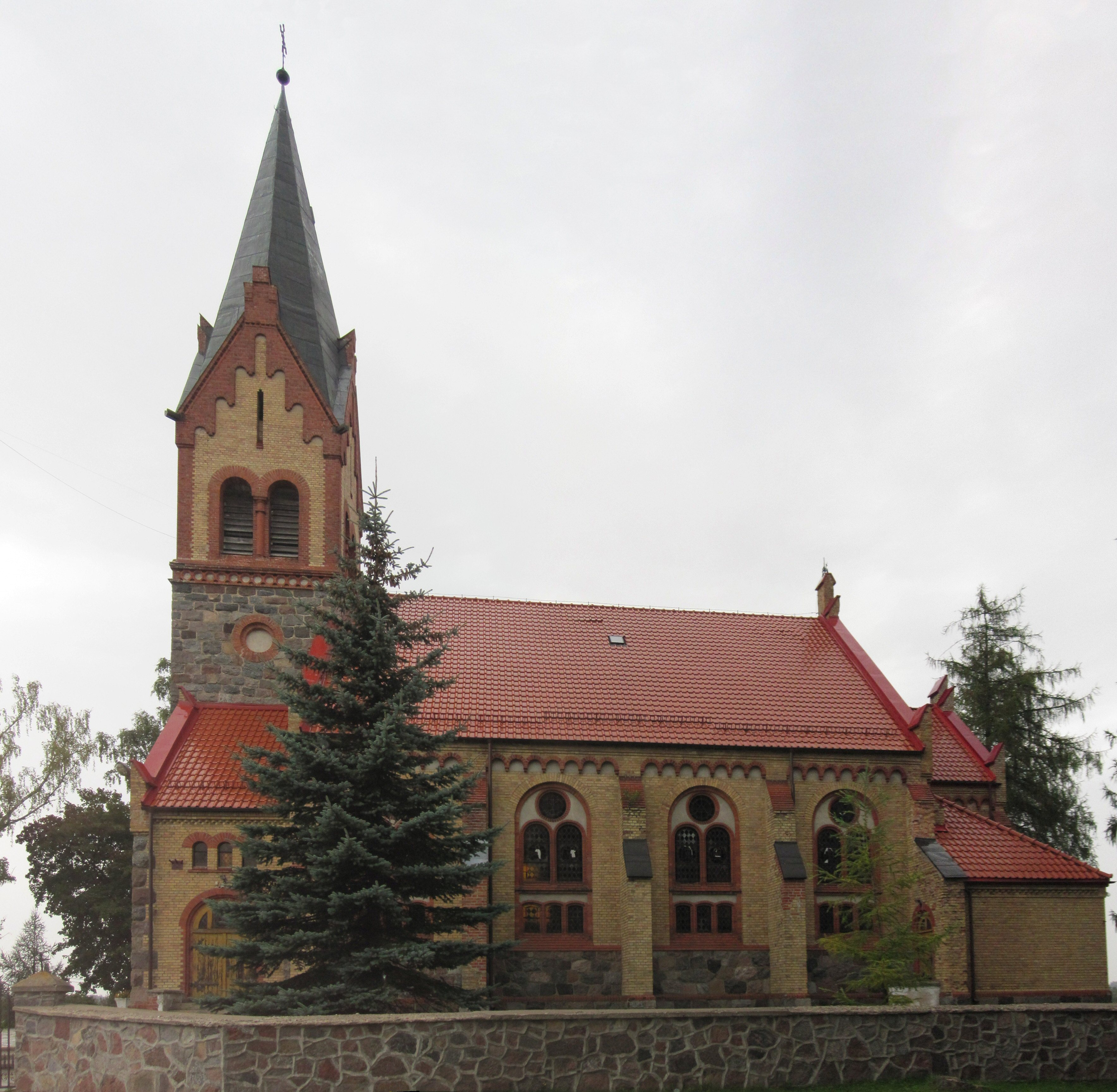
Kościół Matki Boskiej Różańcowej w Bajtkowie.

Bajtkowo (niem. Baitkowen) – wieś w Polsce położona w województwie warmińsko-mazurskim, w powiecie ełckim, w gminie Ełk.
W latach 1975–1998 miejscowość administracyjnie należała do województwa suwalskiego, wcześniej do województwa białostockiego. Do 1954 roku miejscowość była siedzibą władz gminy Bajtkowo. 
Wieś położona nad Jeziorem Bajtkowskim. Nazwa wsi wywodzi się od słowa „baite”, oznaczającego w języku staropruskim strażnicę. Dawniej w pobliżu przebiegała granica z ówczesnym Mazowszem. W pobliżu wsi znajdują się ślady po dawnym grodzisku, nazywane Zamkową Górą.
We wsi jest przystanek kolejowy Bajtkowo.

## Historia
W dokumentach z lat 1493 i 1497 znajduje się informacja, że wieś została nadana Pawłowi Grabowskiemu przez wielkiego mistrza Jana von Tieffena za wierną służbę Zakonowi. Nadanie obejmowało 40 włók ziemi oraz jezioro Bajtkowskie oraz Bajtkówko. Część z tych dóbr syn Pawła Grabowskiego – Jan Grabowski – odsprzedał Janowi Dziwosławskiemu, razem z obowiązkiem założenia młyna. Pozostałą część dóbr odziedziczył drugi syn Pawła – Stanisław Ławski-Grabowski (wojewoda mazowiecki). W XVI wieku Bajtkowo posiadało młyn i karczmę, W 1528 r. Stanisław przekazał w lenno jedną włókę ziemi w szlachcicowi Maciejowi. W 1576 r. Bajtkowo odziedziczył Wojciech Popielski. W późniejszych latach wieś należała do Jana Zwierzchowskiego oraz do braci Bartosza i Macieja Rogalów. W 1588 Bajtkowo było w posiadaniu Jana Dwarszewskiego.
W wieku XVIII Bajtkowo było wsią szlachecką z 13 domami. W wieku XIX we wsi była szkoła i parafia. W 1821 r. we wsi mieszkało 146 osób (w większości służba dworska). Parafia ewangelicka powstała w 1895 r. Należało do niej 2400 parafian. W 1905 roku Bajtkowo nadal zaliczało się do dóbr rycerskich, majątkiem pozostało aż do 1945 roku. W 1905 r. wraz z Romankami i Cierniami majątek ziemski Bajtkowo obejmował 1112 ha ziemi i 100 ha wód. W tym okresie w opisywanych dobrach ziemskich była mleczarnia i cegielnia.
W okresie I wojny światowej (1914-1918) w okolicach Bajtkowa operowała (luty 1915 r.) grupa gen. Bratanowa, po odejściu głównych sił III Korpusu Syberyjskiego przez Orzysz poza Klusy. Doszło do potyczki z wojskami niemieckimi. 
Z okresu I wojny światowej pozostało we wsi Bajtkowo i w jej najbliższej okolicy wiele cmentarzy wojennych. Najlepiej zachowane to: cmentarz przy wjeździe do wsi od strony Ełku przy drodze wojewódzkiej nr 667 oraz cmentarz koło kościoła.
Po objęciu władzy przez Adolfa Hitlera. w III Rzeszy wydano dekret zmieniający polsko brzmiące nazwy miejscowości w Prusach, próbując zatrzeć ślady polskości. 16 lipca 1938 r. zmieniła się również nazwa wsi Bajtkowo (w tym okresie: Baitkowen) na Baitenberg. 
W 1939 r. we wsi mieszkało 209 osób. Obecna nazwa została administracyjnie zatwierdzona 12 listopada 1946.

## Zabytki
- We wsi znajduje się neogotycki kościół z 1895 r. zbudowany z czerwonej cegły i kamieni. Jego fundatorem był miejscowy dziedzic.
- Secesyjny dwór z ryglowym piętrem z końca XIX w[4].
- W pobliżu znajduje się grodzisko - Góra Zamkowa.
- W XX wieku, z uwagi na dostosowaną stację kolejową, był to ważny węzeł zaopatrzenia do pobliskich jednostek wojskowych i położonych nieopodal PGR-ów.